# گلدسته (اسلام‌شهر)
گلدسته یکی از شهرک های بخش حریم منطقه 18 تهران است ولی از نظر تقسیمات کشوری روستایی از توابع بخش چهاردانگه شهرستان اسلامشهر میباشد. گلدسته بعنوان ریه های تنفسی شهر تهران یاد می شوند  که آب وهوایی بسیار مطبوع داردونگین سبز منطقه جنوب غرب تهران میباشد. شغل زنان گلدسته اغلب خیاطی است و مردان اکثرا در صنعت چوب و نجاری وکشاوری  مشغول به کار هستند  . 
به دلیل موقعیت خاص این روستا که از چهار طرف باغ های میوه و زمین های کشاورزی قرار گرفته متاسفانه شاهد ساخت ساز ویلای در حریم باغ های  و قطع درختان قدیمی ۱۰۰ساله  هستیم 
یکی از خیابان ها سرسبز تهران مسیر جاده ای گلدسته به فیروز بهرام است که بیشتری از مردم از نقاط مخالفت تهران در کنار جاده سرسبز و جوب آب های قدیمی کمپ و تفریح میکنند.
گلدسته همچنین طبق اسناد و شواهد از دوره ی ساسانی قدمت داشته است 
که چندی پیش قله ی ساسانیان که در خیابان تپه طلا قرار داشت به دلیل عدم رسیدگی و به توجهی به آن کاملا تخریب و از بین رفت.
گلدسته چندی پیش از شهرک به روستا تبدیل شد و اداره آن به دهیاری و شورا ی روستا سپرده شد. محصولات میوه و سبزیجات این روستا بسیار ارگانیک و لذیذ است و از جمله آن ها میوه های تابستانی آلو قرمز ،زرد آلو ،هلو  و از جمله  خیار  است.

## جمعیت
این روستا در دهستان فیروزبهرام قرار دارد و براساس سرشماری مرکز آمار ایران در سال ۱۳۹۵، جمعیت آن ۲۰۰۰۰ نفر (۲۵۹۴ خانوار) بوده‌است.